# FOBO
El FOBO és la por a perdre'ns part de la frenètica activitat en línia que ens rodeja, i com a conseqüència, provoca que l'individu estigui permanentment connectat.
Les sigles de FOBO provenen de l'anglès "Fear of Being Offline" ("temor a estar desconnectat"). A més, l'etimologia també podria fer referència a la mitologia grega, concretament al déu Fobos, personificació del temor.

## Relació amb el FOMO
El terme FOBO està connectat al de FOMO per la seva similitud, encara que aquest últim es tradueix com "la por a perdre alguna cosa" ("Fear of Missing Out"). La diferència entre ambdós conceptes és que un és la conseqüència de l'altre: la desconnexió que implica el FOBO provoca la pèrdua de noves notícies que puguin tenir un efecte en l'individu.
Durant la investigació del recent estudi "Coming of Age on Screens", en què es feia una anàlisi a la dependència tecnològica de persones de 13 a 24 anys en 13 països, la xarxa social Facebook va arribar a la següent conclusió: "FOBO és el nou FOMO". Durant la seva cerca, es va recollir una sèrie de testimonis, com el d'en Marcus, un noi de 16 que viu a Brasil i assegura que: "No puc viure sense saber què és de la gent i què estan pensant (...), no puc estar més de 10 minuts sense el meu telèfon mòbil".

## Estadístiques
Aquest temor a quedar-se sense bateria, no tenir tarifa de dades, ni accés a una connexió Wi-Fi, causa una ansietat malaltissa, que afecta especialment els adolescents. Segons recull un estudi publicat per Facebook, el 70% dels menors de 24 anys necessita estar permanent connectat allà on vagi.
Segons la xarxa social MyLife, que compta amb cinquanta-cinc milions d'usuaris i que es defineix com un espai privat per recopilar els nostres records i compartir-los amb aquelles altres persones que hi participen, el 56% de les persones tenen por de perdre qualsevol tipus d'esdeveniment, notícia rellevant o novetat a les seves xarxes socials.
La RSPH (Royal Society for Public Health), ha realitzat una enquesta a 1500 joves, de 14 a 24 anys, sobre els hàbits positius i negatius de l'ús de les xarxes socials per tal de valorar l'impacte de les xarxes socials en la salut mental dels joves. La xarxa que lidera el rànquing és YouTube, davant Instagram i Snapchat que apareixen com les més addictives. Per una banda, Instagram estimula la creativitat i l'auto-acceptació al tractar-se d'una comunicació ràpida i estètica d'imatges. Per l'altra, és la que genera més índex de FOBO i la més perillosa per a l'usuari mitjà adolescent.

## Reaccions contra el FOBO
La RSPH i la YHM (Young Health Movement) han realitzat un informe que suggereixals governs i les empreses que gestionen plataformes de xarxes socials una sèrie de recomanacions per actuar en contra del FOBO i intentar reduir-lo en la mesura possible:
1. La identificació dels usuaris que puguin patir trastorns mentals a través de les seves publicacions. Es suggereix que aquestes persones rebin, discretament, posts de suport i ajuda mitjançant la detecció d'aquests usuaris a través de les plataformes de les xarxes socials.
2. L'aparició d'un element emergent que adverteixi l'ús responsable de les xarxes socials.
3. Que les plataformes de xarxes socials indiquin quan una fotografia ha estat digitalment manipulada.

La gestió de la comunicació de les xarxes socials ha arribat en el punt on comença requerir d'una legislació especial i uns òrgans de control com ja existeixen per a altres mitjans de comunicació.